# Ernst Thoma (Manager)
Ernst Thoma (* 31. Mai 1934 in Nürnberg) ist ein deutscher Manager.

## Leben
Nach dem Abitur am Realgymnasium Nürnberg studierte Thoma bis 1960 technische Physik an der Technischen Hochschule München und arbeitete danach zwei Jahre bei der Heraeus in Hanau. 1962 begann er bei den Leonischen Drahtwerken AG als Direktionsassistent seines Vaters Georg Thoma. Zwei Jahre später erhielt er Prokura, wurde 1968 stellvertretendes Vorstandsmitglied und 1970 ordentliches Vorstandsmitglied. 1977 wurde er Vorstandsvorsitzender und trat 2002 von diesem Posten zurück. Von 2002 bis 2007 war Thoma Aufsichtsratsvorsitzender der Leoni AG.

## Auszeichnungen
1983 erhielt er das Bundesverdienstkreuz am Bande, 1986 die Staatsmedaille für besondere Verdienste um die bayerische Wirtschaft, 1997 das Bundesverdienstkreuz 1. Klasse, 2000 den Bayerischen Verdienstorden und 2001 die IHK-Medaille für besondere Verdienste um die mittelfränkische Wirtschaft.